# Мартинсхајм
Мартинсхајм (њем. Martinsheim) општина је у њемачкој савезној држави Баварска. Једно је од 31 општинског средишта округа Кицинген. Према процјени из 2010. у општини је живјело 1.038 становника. Посједује регионалну шифру (AGS) 9675150.

## Географски и демографски подаци
Мартинсхајм се налази у савезној држави Баварска у округу Кицинген. Општина се налази на надморској висини од 286 метара. Површина општине износи 23,2 km². У самом мјесту је, према процјени из 2010. године, живјело 1.038 становника. Просјечна густина становништва износи 45 становника/km².

## Међународна сарадња
| Мјесто | Држава    | Врста сарадње | Од    |
| ------ | --------- | ------------- | ----- |
|        | Француска | партнерство   | 1986. |
| Извор  |           |               |       |